# Raparna melanospila
Raparna melanospila är en fjärilsart som beskrevs av Achille Guenée. Raparna melanospila ingår i släktet Raparna och familjen nattflyn. Inga underarter finns listade.